# Acanthodactylus boueti
Acanthodactylus boueti là một loài thằn lằn trong họ Lacertidae. Loài này được Chabanaud mô tả khoa học đầu tiên năm 1917.